# Nazionale femminile di rugby a 7 del Brasile
La nazionale di rugby a 7 femminile del Brasile è la selezione femminile che rappresenta il Brasile a livello internazionale nel rugby a 7. Vincitrice per dieci volte consecutive del Campionato sudamericano, fin dalla sua istituzione nel 2004, la nazionale brasiliana femminile è una delle squadre sudamericane maggiormente competitive.
Il Brasile ha partecipato all'edizione inaugurale della Coppa del Mondo femminile, disputata a Dubai nel 2009, giungendo alla finale del Bowl persa 10-7 contro la Cina. Questo rappresenta tuttora il migliore risultato ottenuto nella massima competizione mondiale.
In preparazione dei Giochi olimpici di Rio de Janeiro 2016 il Brasile è stato invitato tra le core teams (ovvero tra le squadre aventi diritto a partecipare a tutti i tornei) delle World Rugby Sevens Series femminili per permettere un ulteriore sviluppo del rugby a 7 brasiliano. 
La nazionale brasiliana ha disputato il torneo di debutto del rugby a 7 femminile ai Giochi panamericani durante Toronto 2015, vincendo la medaglia di bronzo dopo avere sconfitto l'Argentina 29-0.
Alle Olimpiadi casalinghe di Rio de Janeiro 2016 le brasiliane, nonostante la vittoria 26-10 contro il Giappone, non rientrando tra le migliori terze classificate non riescono a superare la fase a gironi e terminano la competizione in nona posizione.

## Palmarès
- Giochi panamericani

Toronto 2015: medaglia di bronzo
- Giochi sudamericani

Santiago del Cile 2014: medaglia d'oro
Cochabamba 2018: medaglia d'oro
- Seven Sudamericano: 16

2004, 2005, 2007, 2008, 2009, 2010, 2011, 2012, 2013, 2014, 2016, 2017, 2017,2018, 2019, 2019

## Partecipazioni ai principali tornei internazionali
- 2016: 9º posto
- 2020: 11º posto

- 2009: finalista Bowl
- 2013: quarti di finale Bowl
- 2018: 13º posto

- 2015:  3º posto
- 2019: 4º posto

- 2014:  1º posto
- 2018:  1º posto